# Бейсбол на Панамериканских играх 2015
Бейсбол на Панамериканских играх 2015 года в Торонто прошёл с 11 по 26 июля в Эйджакс Спортсплексе. Медали разыгрывались в двух дисциплинах у мужчин и женщин. В соревнованиях приняло участие 258 спортсменов из 8 стран. Женский бейсбол дебютировал в рамках Панамериканских игр.

## Медали

### Общий зачёт
(Жирным выделено самое большое количество медалей в своей категории; принимающая страна также выделена)
| Место | Страна    | Золото | Серебро | Бронза | Всего |
| ----- | --------- | ------ | ------- | ------ | ----- |
| 1     | Канада    | 1      | 1       | 0      | 2     |
| 1     | США       | 1      | 1       | 0      | 2     |
| 3     | Венесуэла | 0      | 0       | 1      | 1     |
| 3     | Куба      | 0      | 0       | 1      | 1     |
| Всего | Всего     | 2      | 2       | 2      | 6     |

### Медалисты
| Дисциплина | Золото | Серебро | Бронза |
| Мужчины    | Канада Эндрю Альберс Келлин Деглан Шон Джеймисон Шейн Доусон Брайан Дюксхорн Тайсон Жиль Брок Кьелгор Джордан Леннертон Крис Леру Кайл Лоцкар Джаред Мортенсен Филипп Омон Тайлер О’Нил Пит Орр Джасвир Раккар Скотт Ричмонд Крис Робинсон Эван Руцкий Тим Смит Скайлер Стромсмоэ Рене Тосони Джефф Фрэнсис Шон Хилл Джесси Ходжес | США Альберт Альмора Джейк Барретт Бадди Бауман Аарон Блэр Брайан Богусевич Джеффри Бьянки Кэмерон Галлахер Патрик Кивлеан Кейси Котчман Кейси Коулман Скотт Макгрегор Том Мёрфи Энди Паррино Тайлер Пасторницкий Пол Сиволд Нейт Смит Джейк Томпсон Джейкоб Уилсон Джонатан Уильямсон Дэвид Хафф Джош Хейдер Брайан Эллингтон Зак Эфлин Трэвис Янковский | Куба Йосвани Аларкон Фредди Альварес Ласаро Бланко Йондер Боррото Адолис Гарсия Яндер Гевара Урмарис Герра Рауль Гонсалес Альфредо Деспанье Йоэннис Йера Йеннье Кано Эрли Касанова Юлексис Ла Роса Александер Мальета Йордан Мандулей Эктор Мендоса Ливан Мойнело Франк Морехон Руди Рейес Уильям Сааведра Роэль Сантос Фредерик Сепеда Йосбани Торрес Исмель Хименес |
| Женщины    | США Вероника Альварес Малайка Андервуд Райли Бак Вероника Гайовник Бриттани Гомес Сара Гудек Джейд Джортарес Анна Кимбрелл Саманта Кобб Дженна Марстон Стэйси Пьяно Николь Ривера Сидни Сандерс Марти Сементелли Мишель Снайдер Келси Уитмор Тара Харберт Тамара Холмс                                                             | Канада Мелисса Армстронг Аманда Асей Джессика Беруб Ники Бойд Дженнифер Гилрой Келси Лалор Николь Лучаньски Элла Маттеучи Отамн Миллз Хейди Норткотт Кейт Псота Ванесса Рьопель Стефани Савой Эшли Стивенсон Брейди Уолл Дженна Флэниган Бекки Хартли Клэр Эклесс                                                                                        | Венесуэла Миграйли Анхуло Офелия Аррьече Сор Брито Осмари Гарсия Лелис Гомес Дайвис Касорла Гидделис Кумана Керлис Перес Марьянне Перес Леонела Рейес Эския Ренхель Мария Ринкон Астрид Родригес Патрисия Сеховья Дэйли Хименес Майглет Торрес Ингрид Эскобар Орьяннис Эрнандес                                                                                       |

## Место проведения
| Эйджакс Спортсплекс |
| ------------------- |
|                     |
| Вместимость: 12 400 |